# Haver (Adelsgeschlecht)

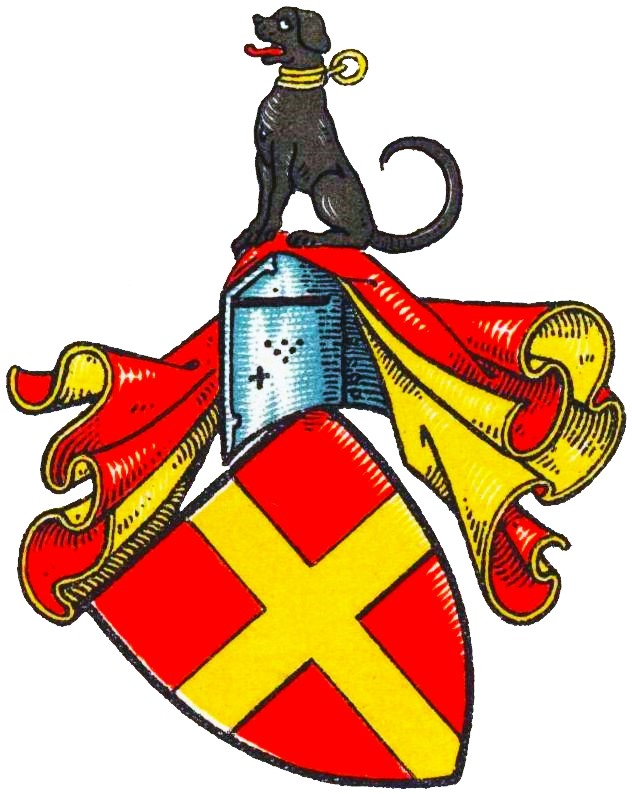
Wappen derer von Haver im Wappenbuch des Westfälischen Adels

Haver (auch Hauer, in der Linie Nierhoven auch Haver genannt Wintersoel) ist der Name eines erloschenen westfälischen Adelsgeschlechts.
Eine Verwandtschaft mit den wappengleichen geldrischen Lynden oder den hessisch-württembergischen Linden ist nicht belegt.

## Geschichte
Das Geschlecht war in der Grafschaft Mark begütert.
Bereits früh kam die Familie auch in das Baltikum. Ein Engelbert Haver, Hauskomtur zu Riga, verkaufte 1388 mit Genehmigung des Ordensmeister Robin von Elzen die an die Jögel anstoßende Wildnis an Nikolaus Porken.
1371 tritt ein Johann Haver auf. Sein Siegel zeigt das Kreuz angestückt. Es folgen 1395 ein Rotger Haver, 1423 der Knappe Evert Haver sowie 1459 Engelbert Haver und seine Frau Agnes, die Grundstücke aus ihren Gütern zu Derne verkauften. 1471 wurde Dietrich Haver junior von dem Kölner Erzbischof Ruprecht zu Dinker mit dem Sengerhof belehnt. Dietrich Hauer von Dinker erhielt 1482 vom Kölner Erzbischof zwei Höfe zu Steynhuyler und Nordinchusen als Lehen. 1482 werden Dietrich und Engelbert Haver als Brüder erwähnt, ebenso 1487 und 1513. Gerard Hauer bekam 1485 vom Kölner Erzbischof den Hof Altenderne im Kirchspiel Derne als Lehen verliehen, wie ihn vorher Engelbert Hauer und dessen Sohn Dietrich besaßen. Ludolf Haver tritt 1525 auf, Catharina Haver, Nonne im Damenstift Oedingen im Jahr 1532.
Die Familie starb in der Linie Sengerhof mit dem Tod von Caspar von Haver im Jahr 1571 aus. Der Letzte des Geschlechts im Mannesstamm war Goddert von Haver, Herr zu Nierhoven, der am 22. März 1609 verstarb.

## Persönlichkeiten
- Dietrich Haver (15. Jahrhundert), münsteraner Domherr und Vizedominus

## Wappen
Blasonierung: In Rot ein stehendes goldenes Kreuz. Auf dem Helm mit rot-goldenen Helmdecken ein sitzender schwarzer Hund mit goldenem Halsband.

## Stammfolge
Anton Fahne stellt folgende Stammfolge dar:
1. N. Haver zu Sengerhof
  1. Dietrich Haver, 1482 Herr zu Sengerhof
    1. Johann Haver († 1517), Hauptmann der Stadt Soest, 1505 Herr zu Sengerhof
      1. Dietrich Haver zu Sengerhof, kinderlos
      2. Heinrich Haver, Priester
      3. Engelbert Haver († 1530), Herr zu Sengerhof, verheiratet mit einer N. Lappe
        1. Engelbert Rembold Haver († 1548), Herr zu Sengerhof, verheiratet mit Catharina
          1. Caspar Haver († 1548 als Soldat)
          2. Caspar Haver († 1571), Herr zu Sengerhof, verstorben ohne eheliche Kinder (unehelich: Tilman, Gert, Dietrich), verheiratet mit Anna Schule, Tochter von Johann Schule und N. von Kerckerinck (wiederverheiratet an Otmar von Galen zu Hohenover)
          3. Rotger Haver, Propst zu Clarholz
          4. Catharina Haver, erst Nonne, entfloh, dann verheiratet mit Heinrich Schlingworm genannt Ketteler, Sohn von Goswin von Altengeseke
          5. Anna Haver († 1569), verheiratet mit Johann Knippinck zu Klötinghof

        2. Gotthard (Gert), Herr zu Nierhoven, verheiratet Sophia von der Capellen, Tochter von Johann von der Capellen und Johanna von der Haar
          1. Ludolf Haver († 1573) zu Nierhof, verheiratet mit Maria
            1. Goddert Haver († 1609), Herr zu Nierhof, ohne eheliche Nachkommen, begraben zu Derne, Letzter des Geschlechts

      4. Gert/Gerhard Haver

  2. Johann Haver